# Полетаев, Владимир Владимирович
Владимир Владимирович Полетаев (род. 23 мая 1975, Горно-Алтайск) — российский политик, Сенатор Российской Федерации, представитель от исполнительного органа власти Республики Алтай, первый заместитель председателя Комитета Совета Федерации по конституционному законодательству и государственному строительству (с октября 2019 года), полномочный представитель Совета Федерации в Министерстве юстиции Российской Федерации.
Член Комитета Совета Федерации по Регламенту и организации парламентской деятельности (октябрь 2014 — декабрь 2015). Заместитель председателя Комитета Совета Федерации по Регламенту и организации парламентской деятельности (декабрь 2015 — октябрь 2019).
Кандидат юридических наук. Заслуженный юрист Республики Алтай.
Из-за поддержки нарушения территориальной целостности Украины во время российско-украинской войны находится под персональными международными санкциями  Евросоюза, США, Великобритании и ряда других стран.

## Биография
Родился 23 мая 1975 года в городе Горно-Алтайске, Алтайского края (ныне — Республика Алтай).
В 1997 году окончил Алтайский государственный университет в городе Барнауле (по специальности «юриспруденция»).
В 1997 году поступил на службу в отдел таможенных расследований Горно-Алтайской таможни в должности ведущего инспектора, далее переведен на должность главного инспектора юридического отдела.
В 1998 году работал в Госкомимуществе Республики Алтай (с 2003 г. — Министерство имущественных отношений Республики Алтай) в должности заместителя председателя — начальника отдела по делам о несостоятельности и финансовому оздоровлению.
В 2003 году назначен на должность руководителя Территориальным органом Федеральной службы финансового оздоровления России в Республике Алтай.
С 2004 года — министр имущественных отношений Республики Алтай.
С 2007 года — министр экономического развития и инвестиций Республики Алтай.
С 2008 года — руководитель Территориального управления Федерального агентства по управлению особыми экономическими зонами по Республике Алтай.
С 2010 года трудился заместителем руководителя Управления Федеральной налоговой службы России по Алтайскому краю.
С 2014 года представляет Республику Алтай в Совете Федерации от исполнительного органа государственной власти.
В 2017 году окончил Дипломатическую академию Министерства иностранных дел Российской Федерации.
В 2018 году прошёл переподготовку в Российской академии народного хозяйства и государственной службы при Президенте России по специальности «Государственное и муниципальное управление». В этом же году окончил программу Executive Master in Public Management в Российской академии народного хозяйства и государственной службы при президенте Российской Федерации и завершил обучение по программе Internship at City University of Hong Kong, Program for the Executive Masters in Public Management в College of Business, City University of Hong Kong.
В январе 2024 года вошел в рейтинг самых эффективных действующих сенаторов по мнению "Коммерсантъ" (учитывались внесенные сенатором поправки и принятые законы).

### Работа в Совете Федерации
С 2014 года представляет Республику Алтай в Совете Федерации от исполнительного органа государственной власти. Являлся членом Комитета Совета Федерации по регламенту и организации парламентской деятельности.
В 2015 году назначен на должность заместителя председателя Комитета Совета Федерации по регламенту и организации парламентской деятельности.
2 октября 2019 года Глава Республики Алтай своим указом продлил полномочия Полетаева в Совете Федерации.
10 октября 2019 года назначен первым заместителем председателя Комитета СФ по конституционному законодательству и государственному строительству.
За время работы в Совете Федерации В. В. Полетаев внес несколько значимых инициатив, часть из которых получила дальнейшее развитие. Так, в 2015 году предложил субсидирование авиа- и железнодорожных билетов для школьников в летний период каникул при наличии туристической путевки сроком свыше 14 дней.
Другой наиболее заметной инициативой стало предложение о введении статуса «самозанятого» для физических лиц на патентной основе.
В 2016 году Владимир Полетаев выступил против административных штрафов для физических лиц за неприменение контрольно-кассовой техники и внес соответствующие поправки в законопроект о совершенствовании нормативно-правового регулирования в сфере применения контрольно-кассовой техники.
В 2019 году вошёл в список сенаторов с высокой лоббистской эффективностью. Рейтинг подготовили аналитики издания «Аргументы недели». Он делит почетное звание с председателем СФ Валентиной Матвиенко.
Весной 2020 года поддержал инициативу ветеранов боевых действий по установке памятника воинам-землякам, погибшим в локальных войнах на территории Советского Союза и Российской Федерации. В сентябре памятник в городе Горно-Алтайске был торжественно открыт.
20 октября 2021 года на 510-м заседании Совета Федерации Владимира Полетаева избрали полномочным представителем верхней палаты в Министерстве юстиции. Решение было единогласным.

### Входит в состав
- Совета по развитию финансового рынка при Совете Федерации;
- Временной комиссии Совета Федерации по защите государственного суверенитета и предотвращению вмешательства во внутренние дела Российской Федерации;
- Подкомитета по межпарламентскому взаимодействию стран БРИКС;
- Трехсторонней комиссии по вопросам межбюджетных отношений;
- Коллегии Федеральной налоговой службы России;
- Экспертно-консультативного совета по реализации таможенной политики при Федеральной таможенной службе России.
- групп Совета Федерации по сотрудничеству с Советом штатов Парламента Республики Индии, с Меджлисом Туркменистана, с Федеральным национальным советом Объединенных Арабских Эмиратов, с парламентом Республики Корея, с Великим национальным собранием Турецкой Республики, с Кнессетом Государства Израиль.

## Законотворческая деятельность
2017 год
28 марта — изменения в статьи 10 и 22 Федерального закона «О банках и банковской деятельности».
1 мая — 1) изменения в отдельные законодательные акты Российской Федерации в части создания многоуровневой банковской системы; 2) изменения в отдельные законодательные акты в связи с созданием дополнительных механизмов финансового оздоровления
1 июля — изменения в Федеральный закон «О Центральном банке Российской Федерации (Банке России)»
19  июля — изменения в Федеральный закон «О бухгалтерском учете».
20  декабря — изменения в Федеральный закон «О рынке ценных бумаг» и статью 3 Федерального закона «О саморегулируемых организациях в сфере финансового рынка».
2018 год
18 апреля — изменения в Федеральный закон «О рынке ценных бумаг» (в части регулирования структурных облигаций);
23 апреля— изменения в Уголовный кодекс Российской Федерации (в части усиления уголовной ответственности за хищение денежных средств с банковского счета или электронных денежных средств);
30 июля — изменения в статью 19 Федерального закона «О валютном регулировании и валютном контроле» (об уточнении случаев освобождения резидентов от репатриации иностранной валюты и валюты Российской Федерации).
2019 год
26 июля — Федеральный закон «О внесении изменений в Уголовный кодекс Российской Федерации и статью 151 Уголовно-процессуального кодекса Российской Федерации в части защиты жизни и здоровья пациентов и медицинских работников»;
26 июля — Федеральный закон «О внесении изменений в Кодекс Российской Федерации об административных правонарушениях в части обеспечения прав граждан на медицинскую помощь»;
2 августа — Федеральный закон «О привлечении инвестиций с использованием инвестиционных платформ и о внесении изменений в отдельные законодательные акты Российской Федерации».
2020 год
30 декабря — Изменения в Федеральный закон "Об общих принципах организации законодательных (представительных) и исполнительных органов государственной власти субъектов Российской Федерации" (в части регулирования деятельности уполномоченного по правам человека в субъекте Российской Федерации);
31 июля — Федеральный закон "О цифровых финансовых активах, цифровой валюте и о внесении изменений в отдельные законодательные акты Российской Федерации";
24 апреля — Изменения в Уголовно-процессуальном кодексе Российской Федерации (о распространении свидетельского иммунитета при производстве по уголовному делу на Уполномоченного по правам человека в Российской Федерации и уполномоченного по правам человека в субъекте Российской Федерации);
24 апреля — Изменения в статью 69 Гражданского процессуального кодекса Российской Федерации (по вопросу закрепления права уполномоченных по правам человека в субъектах Российской Федерации отказаться от дачи свидетельских показаний по гражданскому делу об обстоятельствах, ставших им известными в связи с исполнением ими своих обязанностей);
18 марта — Федеральный закон "Об уполномоченных по правам человека в субъектах Российской Федерации".
2021 год
2 июля — О внесении изменений в отдельные законодательные акты Российской Федерации и признании утратившими силу отдельных положений законодательных актов Российской Федерации (о наделения Банка России полномочиями в сфере аудиторской деятельности);;
29 ноября — О внесении изменений в статью 8 Федерального закона "О социальной защите инвалидов в Российской Федерации" и статью 60.1 Федерального закона "О государственной гражданской службе Российской Федерации (в части совершенствования механизма ротации государственных гражданских служащих)..
2022 год
11 июня — О внесении изменений в отдельные законодательные акты Российской Федерации и признании утратившими силу отдельных положений законодательных актов Российской Федерации (о постановлениях Европейского Суда по правам человека);;
11 июня — О внесении изменений в Уголовно-процессуальный кодекс Российской Федерации  (о постановлениях Европейского Суда по правам человека)..
14 июля - "О внесении изменений в Уголовный кодекс Российской Федерации".
29 декабря - "О внесении изменений в Основы законодательства Российской Федерации о нотариате".
2023 год
7 февраля - "О внесении изменения в статью 30 Уголовно-процессуального кодекса Российской Федерации" (в части исключения рассмотрения уголовных дел об отдельных преступлениях из компетенции суда присяжных)
3 апреля -  "О внесении изменения в статью 11 Федерального закона "Об органах судейского сообщества в Российской Федерации" (об установлении дополнительных требований к представителям общественности в квалификационных коллегиях судей)
11 декабря - О внесении изменений в Федеральный закон "О выборах Президента Российской Федерации" (в части уточнения законодательных норм о выборах Президента Российской Федерации)
22 декабря - О внесении изменений в Уголовно-процессуальный кодекс Российской Федерации (об использовании электронных документов в ходе досудебного производства по уголовному делу)

## Научная деятельность
В 2002—2003 годах при участии и под руководством Владимира Полетаева было подготовлено и издано информационно-справочное пособие «Проблемы судебной практики по делам о несостоятельности (банкротстве)» и сборник Республики Алтай по вопросам управления и приватизации государственного имущества (часть 1). Оба издания рекомендованы в качестве справочного и методического пособия для государственных и муниципальных служащих, преподавателей и учащихся юридических учебных заведений.
В 2012 году защитил кандидатскую диссертацию «Гражданско-правовое регулирование деятельности товарищества собственников жилья в Российской Федерации».
Имеет степень кандидата юридических наук.

## Санкции
9 марта 2022 года, на фоне вторжения России на Украину, внесён в санкционный список всех стран Европейского союза так как он голосовал за ратификацию договоров о дружбе с самопровозглашёнными ЛНР и ДНР.
24 марта 2022 года внесён в санкционный список Канады «соратников режима» за «содействие в нарушения суверенитета и территориальной целостности Украины»
30 сентября 2022 года внесён санкционный список Соединённых Штатов Америки «за аннексию Путиным регионов Украины» и одобрения закона о фейках. Государственный департамент отмечает что сенаторы  «проголосовали за одобрение просьбы Путина о вводе войск в Украину, что послужило неоправданным предлогом для полномасштабного вторжения России в Украину».
По аналогичным основаниям, был включён в санкционные списки Великобритании, Швейцарии, Австралии, Украины и Новой Зеландии.

## Семья
Женат, воспитывает троих детей. В октябре 2017 года у сенатора родилась внучка.

## Государственные награды
Медаль ордена «За заслуги перед Отечеством» II степени (2018)

## Иные награды
- Почётная грамота Президента Российской Федерации[21]
- Благодарственное письмо Президента Российской Федерации за значительный вклад в подготовку и проведение чемпионата мира по футболу FIFA 2018 года
- Почетная грамота Правительства Российской Федерации[22]
- Медаль «Совет Федерации. 25 лет»
- Почетная грамота Совета Федерации
- Благодарность Правительства Российской Федерации (31 декабря 2016 года) — за активное участие в законопроектной деятельности и развитии парламентаризма[23]
- Благодарность Руководителя ФНС России[24]
- Почётная грамота ФНС России
- Медаль Федеральной налоговой службы «За содействие ФНС России»
- Почётная грамота Государственного Собрания — Эл Курултай Республики Алтай
- Почётная грамота Госкомимущества Республики Алтай
- Медаль «За веру и добро» от Губернатора Кемеровской области А.Тулеева
- Юбилейная медаль «260 лет добровольного вхождения алтайского народа в состав Российского государства»
- Медаль «100 лет Вооруженным силам России»
- Грамота Уполномоченного по правам человека в Российской Федерации
- Почетная грамота Министерства энергетики Российской Федерации
- Почетная грамота Центрального банка Российской Федерации
- Медаль Прокуратуры Российской Федерации «За взаимодействие».
- Медаль Министерства обороны Российской Федерации «За укрепление боевого содружества»
- Медаль Министерства юстиции Российской Федерации «За содействие» Архивная копия от 23 марта 2018 на Wayback Machine